# Georgia Williams
Georgia Williams (25 de agosto de 1993) es una ciclista neozelandesa. Debutó como profesional en febrero de 2012 tras destacar en campeonatos continentales y nacionales en ruta además fue 6.ª en el Campeonato Mundial Contrarreloj juvenil 2012. Posteriormente también se ha dedicado a la pista con buenos resultados a nivel local.

## Trayectoria deportiva
Comenzó edstacando en campeonatos juveniles en ruta y en 2012 dio el salto a la categoría absoluta logrando una medalla de bronce a nivel continental en el Campeonato Oceánico Persecución. A principios de 2013 obtuvo 5 medallas en los campeonatos nacionales en ruta y pista -ninguna de oro- aunque le sirvieron para debutar como profesional en el equipo de ciclismo en ruta del BePink pocos días después. Aunque realmente ya estaba comprometida con dicho equipo antes de esos resultados.
A finales de ese año consiguió sus primeras medallas de oro en la pista en el Campeonato Oceánico Persecución por Equipos.
En el ciclismo en ruta su mejor temporada también fue la de su debut en 2013 con 3 top-20 en carreras prestigiosas de una semana como el Festival Luxemburgués de Ciclismo Femenino Elsy Jacobs, el Giro de Italia Femenino y el Tour de Turingia femenino y en otra de menor prestigio como en el Tour de Languedoc Roussillon.
Participó en el Campeonato Mundial de Ciclismo en Pista de 2014 aunque no obtuvo resultados reseñables.

## Palmarés

### Pista
2012 (como amateur)
- 3.ª en el Campeonato Oceánico Persecución

2013
- 2.ª en el Campeonato de Nueva Zelanda Persecución  (como amateur)
- 2.ª en el Campeonato de Nueva Zelanda Puntuación  (como amateur)
- 2.ª en el Campeonato de Nueva Zelanda Persecución por Equipos (haciendo equipo con Racquel Sheath y Georgina Wilson)  (como amateur)
- Campeonato Oceánico Persecución por Equipos (haciendo equipo con Rushlee Buchanan, Lauren Ellis y Jaime Nielsen)
- 3.ª en el Campeonato Oceánico Persecución

2014
- 3.ª en el Campeonato de Nueva Zelanda Persecución
- 2.ª en el Campeonato de Nueva Zelanda Puntuación
- Campeonato Oceánico Persecución por Equipos (haciendo equipo con Lauren Ellis, Jaime Nielsen y Racquel Sheath)
- 3.ª en el Campeonato Oceánico Puntuación

### Ruta
2013
- 3.ª en el Campeonato de Nueva Zelanda Contrarreloj
- 2.ª en el Campeonato de Nueva Zelanda en Ruta

2016
- 2.ª en el Campeonato de Nueva Zelanda en Ruta

2018
- Campeonato de Nueva Zelanda Contrarreloj
- Campeonato de Nueva Zelanda en Ruta

2019
- Campeonato de Nueva Zelanda Contrarreloj

2021
- Campeonato de Nueva Zelanda Contrarreloj
- Campeonato de Nueva Zelanda en Ruta

2022
- Campeonato de Nueva Zelanda Contrarreloj
- 3.ª en el Campeonato de Nueva Zelanda en Ruta

2023
- Campeonato de Nueva Zelanda Contrarreloj
- 2.ª en el Campeonato de Nueva Zelanda en Ruta

## Resultados en Grandes Vueltas y Campeonatos del Mundo
Durante su carrera deportiva consiguió los siguientes puestos en las Grandes Vueltas femeninas y en los Campeonatos del Mundo en carretera:
| Carrera              | Carrera              | 2013 | 2014 | 2015 | 2016 | 2017 | 2018 | 2019 | 2020 | 2021 | 2022 | 2023 |
| -------------------- | -------------------- | ---- | ---- | ---- | ---- | ---- | ---- | ---- | ---- | ---- | ---- | ---- |
|                      | Giro de Italia       | 17.ª | —    | 51.ª | —    | 52.ª | —    | —    | —    | Ab.  | 33.ª | 42.ª |
|                      | Tour de l'Aude       | X    | X    | X    | X    | X    | X    | X    | X    | X    | X    | X    |
|                      | Tour de Francia      | X    | X    | X    | X    | X    | X    | X    | X    | X    | —    | 58.ª |
| Mundial en Ruta      | Mundial en Ruta      | —    | —    | —    | —    | 60.ª | 47.ª | —    | 46.ª | —    | —    | —    |
| Mundial Contrarreloj | Mundial Contrarreloj | —    | —    | —    | —    | —    | 11.ª | —    | 12.ª | —    | —    | 20.ª |

—: no participa

Ab: abandono

X: ediciones no celebradas

## Equipos
- BePink (2013-2016)
  - BePink (2013)
  - Astana-BePink Women's Team (2014)
  - BePink-LaClassica (2015)
  - BePink (2016)
- Orica/Mitchelton/BikeExchange (2017-2022)
  - Orica-Scott (2017)
  - Mitchelton-Scott (2018-2020)
  - Team BikeExchange Women (2021)
  - Team BikeExchange-Jayco Women (2022)
- EF Education-TIBCO-SVB (2023)